# El Ticuiz
El Ticuiz är en ort i Mexiko.   Den ligger i kommunen Coahuayana och delstaten Michoacán de Ocampo, i den södra delen av landet, 500 km väster om huvudstaden Mexico City. El Ticuiz ligger 11 meter över havet och antalet invånare är 454.
Terrängen runt El Ticuiz är platt åt nordväst, men åt sydost är den kuperad. Havet är nära El Ticuiz åt sydväst. Runt El Ticuiz är det ganska glesbefolkat, med 25 invånare per kvadratkilometer. Närmaste större samhälle är Coahuayana Viejo, 9,9 km norr om El Ticuiz. Omgivningarna runt El Ticuiz är en mosaik av jordbruksmark och naturlig växtlighet.